# Living in a Ghost Town
Living in a Ghost Town is een nummer van de Brits rockband The Rolling Stones. Bandleden Mick Jagger en Keith Richards schreven het nummer en namen samen met Don Was de productie voor hun rekening. In april 2020 werd het uitgebracht als losse single. Dit nummer was de eerste single van de band in vier jaar en de laatste uitgebrachte opname met drummer Charlie Watts voor zijn overlijden in augustus 2021.

## Achtergrond
Sinds 2017 waren The Rolling Stones aan het touren geweest, wat ten einde kwam in 2020 door de coronapandemie. Hierdoor werd gewerkt aan een opname die het jaar ervoor al was gestart. Living in a Ghost Town werd het eerste originele werk sinds 2012. Volgens zanger Jagger is de tekst van het nummer in tien minuten geschreven. Het nummer ging in eerste instantie over het voelen als een geest na een plaag, maar de tekst werd op bepaalde plekken herschreven om te refereren aan de pandemie.

## Hitnoteringen
Living in a Ghost Town was geen enorm succes in de internationale hitlijsten. In Duitsland bereikte het de eerste plek, terwijl ook in Schotland en Hongarije de top tien gehaald werd. In de UK Singles Chart was de hoogste notering de eenenzestigste plaats. De Nederlandse Top 40 werd niet gehaald; de hoogste notering in de Tipparade was de vijftiende. Wel werd het nummer verkozen tot NPO Radio 2 TopSong en haalde het de eerste plek in de Verrukkelijke 15.